# Sicyos davilae
Sicyos davilae är en gurkväxtart som beskrevs av Rodr.-arev. och Lira. Sicyos davilae ingår i släktet hårgurkor, och familjen gurkväxter. Inga underarter finns listade i Catalogue of Life.